# Iver Johnson
Iver Johnson (offizieller Name: The Iver Johnson Company motorcycle division) war ein US-amerikanischer Hersteller von Schusswaffen, Fahrrädern und Motorrädern zwischen 1871 und 1993.

## Geschichte
Der Schusswaffenhersteller Iver Johnson, benannt nach seinem Mitgründer der Firma im Jahre 1871, trug seit den 1880er-Jahren auch zum damaligen Fahrrad-Boom mit seinen begehrten Zweirädern bei. Mit dem Bau eines Einzylinder-Motorrads entstand 1910 die Motorradproduktion in Fitchburg (Massachusetts), die in wesentlichen Merkmalen durch die vorausgegangenen Fahrradkonstruktionen geprägt war und 1913 um ein V-Zweizylinder-Modell erweitert wurde.
Die Iver-Johnson-Motorräder genossen einen guten Ruf durch ihre laut Werbung dezente Eleganz, verbunden mit einer ausgezeichneten, auf höchste Fertigungsstandards gründende Mechanik. Der Werbeslogan lautete „mechanically perfect“ („technisch perfekt“). Als um 1915 die führenden Motorradhersteller Kickstarter und Dreiganggetriebe anboten, wirkte sich für Iver Johnson der altmodische Pedalantrieb seiner Modelle nachteilig im Verkauf aus. Nicht zuletzt wegen der damaligen großen Nachfrage nach Feuerwaffen wurde die Motorradproduktion 1916 stillgelegt.
Das Otis Chandler Vintage Museum of Transportation and Wildlife in Oxnard (Kalifornien) verfügte über eine makellose Zweizylindermaschine, Modell 15-7, die 1998 in der Ausstellung The Art of the Motorcycle im Guggenheim-Museum in New York ausgestellt wurde. Am 21. Oktober 2006, nach Chandlers Tod, wurde diese Rarität in einer Auktion der gesamten Fahrzeugsammlung versteigert.

## Modelle
- Einzylinder  (ab 1910): 31 ci Hubraum (~ 508 cm³), Antrieb Riemen, Starten mittels Fahrradpedal.
- V-Zweizylinder, Modell 15-7 (ab 1913):  62 ci Hubraum (~ 1016 cm³), Bohrung × Hub 82 × 95 mm, Leistung 7 hp (5 kW), Gewicht 120 kg, Höchstgeschwindigkeit 97 km/h, Antrieb Kette oder Riemen, Starten mit Fahrradpedal. Anders als bei üblichen V-Motoren, bei denen die Pleuel eines Zylinderpaares auf einem gemeinsamen Kurbelzapfen sitzen, hatte dieser Motor zwei um den Zylinderwinkel versetzte Kurbelzapfen, so dass sich die Kolben synchron bewegen und gleichzeitig ihre Totpunkte erreichen. Dies ergibt eine gleichmäßige Zündfolge und eine gleichmäßige Kraftentfaltung, begleitet vom typischen Auspuffklang eines Parallel-Twin-Motors. Vom V-Zweizylinder sollen heute noch sechs Exemplare existieren.[2]